# Paços de Ferreira (freguesia)
A Freguesia de Paços de Ferreira, com sede na cidade que lhe deu  nome, é uma freguesia portuguesa do Município de Paços de Ferreira com 20,13 km² de área e 9669 habitantes (censo de 2021), tendo, por isso, uma densidade populacional de 480,3 hab./km².
Paços de Ferreira foi elevada a sede de concelho (atual município) em 6 de novembro de 1836 e à categoria de cidade em 20 de maio de 1993.

## Evolução territorial
Em 2013, no âmbito de uma reforma administrativa nacional, foi-lhe anexado o território da então extinta freguesia de Modelos.

## Demografia
Nota: a partir de 2013 passa a integrar o antigo território da freguesia de Modelos.
A população registada nos censos foi:
| Distribuição da População por Grupos Etários | Distribuição da População por Grupos Etários | Distribuição da População por Grupos Etários | Distribuição da População por Grupos Etários | Distribuição da População por Grupos Etários |
| -------------------------------------------- | -------------------------------------------- | -------------------------------------------- | -------------------------------------------- | -------------------------------------------- |
| Ano                                          | 0-14 Anos                                    | 15-24 Anos                                   | 25-64 Anos                                   | > 65 Anos                                    |
| 2001                                         | 1296                                         | 888                                          | 3347                                         | 490                                          |
| 2011                                         | 1450                                         | 955                                          | 4255                                         | 831                                          |
| 2021                                         | 1406                                         | 1255                                         | 5531                                         | 1477                                         |

À data da junção das freguesias, a população registada no censo anterior (2011) foi:
| Freguesia atual   | Freguesia atual  | Freguesia atual | Freguesias antigas | Freguesias antigas | Freguesias antigas |
| Freguesia         | População (2011) | Área (km²)      | Freguesia          | População (2011)   | Área (km²)         |
| ----------------- | ---------------- | --------------- | ------------------ | ------------------ | ------------------ |
| Paços de Ferreira | 9 085            | 6,08            | Paços de Ferreira  | 7491               | 4,0                |
| Paços de Ferreira | 9 085            | 6,08            | Modelos            | 1594               | 2,14               |

## Caracterização
Esta pequena cidade encontra-se organizada em torno de dois centros principais. O primeiro núcleo central, mais antigo, é formado pelas Praças Dr. Luís e 25 de Abril. Na parte central da Praça Dr. Luís, pode observar-se o Jardim Municipal, datado de 1892, onde merece particular destaque o tri-centenário carvalho alvarinho, o ex-líbris da cidade pacense. No jardim é ainda possível observar a estátua do Dr. Leão de Meireles, uma das personalidades mais importantes dos primórdios do concelho de Paços de Ferreira. Mais abaixo, a Praça 25 de Abril é dominada pelo edifício dos antigos Paços do Concelho, inaugurado em 1918, onde funciona actualmente o Museu Municipal e o Posto de Turismo. Defronte da escadaria principal deste edifício, aparece, embora discretamente, o Pelourinho de Paços de Ferreira, único monumento da cidade com a categoria de Património Nacional. Na parte central da praça, marca presença a estátua de D. Sílvia Cardoso Ferreira da Silva, famosa benemérita pacense que abdicou de grande parte da sua riqueza para se dedicar à ajuda dos mais necessitados.
Já o segundo núcleo central compreende a Praça da República, conhecida popularmente como a "Rotunda", onde se situam os principais serviços do concelho. Na Rotunda, é possível observar o Palácio da Justiça e a escultura em bronze que decora a sua fachada principal. Porém, o destaque da Praça da República vai por inteiro para o seu centro, onde se encontra o Monumento ao Marceneiro, escultura da autoria do Mestre José Rodrigues, que homenageia os marceneiros do concelho, que possibilitaram a enorme evolução que o concelho registou no século XX, que tornaram Paços de Ferreira na "Capital do Móvel", marco de referência no panorama industrial português. Mesmo ao lado, está o actual edifício dos Paços do Concelho, da autoria do arquitecto pacense Paulo Bettencourt, onde está sediada, para além da Câmara Municipal de Paços de Ferreira, a Junta de Freguesia pacense. Tanto o Monumento ao Marceneiro como o edifício dos Paços do Concelho foram inaugurados aquando do 5º aniversário da cidade, a 20 de Maio de 1997.
Paços de Ferreira possuía até há bem pouco tempo uma estação agrária, unidade do Ministério da Agricultura onde era efectuada criação de gado, produção de leite, cereais e forragens, e onde existia uma oficina e posto de venda, onde se podia adquirir o "Queijo Paços", produzido na estação agrária. Porém, a partir de 2005, a estação agrária transformou-se no Parque Urbano de Paços de Ferreira, o local de lazer por excelência, em pleno centro centro da cidade pacense. Nos terrenos do Parque, delimitados pelo Rio Ferreira, localizam-se as Piscinas Municipais.
Deste modo, Paços de Ferreira é uma cidade jovem e em transformação. Assim, nos últimos anos, a outrora vila rural, formada por lugares e quintas, e casas graníticas, tem-se transformado numa cidade moderna. Os vestígios dessa vila rural são já poucos, pois têm sido apagados ao longo dos tempos, tais como as antigas Escolas Primárias (no local da actual Câmara Municipal), o antigo posto da GNR e o antigo Posto dos Correios, demolidos para dar lugar a construções mais recentes. Porém, por enquanto, é ainda possível observar algumas casas antigas na cidade, tais como a Quinta das Uveiras (do século XIX), a Casa da Torre (quinta da família Pinto Brandão vendida em finais do séc. XIX a Manuel Umbelino Ferreira da Silva, pai de D. Sílvia Cardoso Ferreira da Silva, que aí fundou uma creche, e de D. Maria Haydée Cardoso da Silva, casada com D. José Maria de Queiroz e Lencastre, que depois aí viveu e foi presidente da Câmara de Paços de Ferreira), e a Casa de Coquêda (casa de brasileiro do início do século XX) que, embora já sem o esplendor de outros tempos, continuam a testemunhar o passado rural de Paços de Ferreira.

## Lugares
Paços de Ferreira, numa alusão clara ao seu passado rural, encontra-se dividida em vários lugares, sendo que a população pacense ainda hoje se identifica mais com estes topónimos do que com os nomes das actuais ruas. Os lugares de Paços de Ferreira são os seguintes:
zona urbana:
- Pinheiro
- Rotunda
- Cavada
- Sistelo
- Monte de São Domingos
- Bairro do Outeiro
- Uveiras
- Picafrio
- Ponte Nova

zona rural:
- Quintãs
- Jesus Maria José
- Pêgas
- Sistos
- Ponte Real
- Rebolo
- Coquêda
- Barreiro
- Carral
- Boavista
- Tebilha
- Modelos - nesta extinta freguesia (2013) há vários lugares, todos eles de cariz rural, salientando-se os lugares da Aldeia (com interessante núcleo de casas rurais do séc XVIII), de Pigeiros e do Picôto.

## Património
- Pelourinho de Paços de Ferreira
- Antigos Paços do Concelho de Paços de Ferreira (Museu Municipal de Paços de Ferreira)
- Casa da Torre (Quintãs)
- Casa de Coquêda

## Festividades
- Festas do Corpo de Deus e da Cidade de Paços de Ferreira

(Festa móvel- Feriado do Corpo de Deus)

## Colectividades Desportivas
- Futebol Clube Paços de Ferreira
- Clube Desportivo e Cultural Juventude Pacense
- Centro de Cicloturismo de Paços de Ferreira
- Moto-Clube de Paços de Ferreira
- Clube Ornitológico de Paços de Ferreira
- Clube de Patinagem Artística de Paços de Ferreira

## Associações Culturais
- Banda Musical de Paços de Ferreira
- Orfeão de Paços de Ferreira
- Associação Cultural das Festas do Corpo de Deus e Cidade de Paços de Ferreira
- Paróquia de Santa Eulália de Paços de Ferreira

## Obras Sociais
- Obra Social e Cultural D. Sílvia Cardoso
- Santa Casa da Misericórdia de Paços de Ferreira

## Estabelecimentos de Ensino
- Escola Secundária de Paços de Ferreira
- Escola EB 2,3 de Paços de Ferreira
- Escola EB1 da Sede A de Paços de Ferreira
- Escola EB1 da Sede B de Paços de Ferreira

## Outros equipamentos
- Estádio Capital do Móvel
- Pavilhão Gimnodesportivo Municipal de Paços de Ferreira
- Piscinas Municipais de Paços de Ferreira
- Parque Urbano de Paços de Ferreira